# Partido Nacional Religioso
O Partido Nacional Religioso (em hebraico: מִפְלָגָה דָּתִית לְאֻומִּית, Miflaga Datit Leumit, comumente conhecido em Israel por sua sigla em hebraico Mafdal, מפד"ל‎) foi um partido político de Israel que representava o movimento sionista religioso de direita.
Foi formado pela fusão de dois partidos, o "Mizrachi" e o "Hapoel Hamizrachi", em 1956, no momento de sua dissolução em 2008, era o segundo partido mais antigo ainda existente no país, depois de Agudat Yisrael, e fez parte de todas as coalizões governamentais até 1992.
Originalmente um partido centrista pragmático em suas duas primeiras décadas de existência, ele foi se inclinando nos anos seguintes para a direita, sobretudo tornando-se cada vez mais associado aos colonos israelenses, e no final de sua existência, fez parte de uma aliança política de extrema-direita em torno da União Nacional.
Nas eleições de 2006, o partido obteve apenas três assentos, a pior performance eleitoral de sua história. Em novembro de 2008, os membros do partido votaram pela dissolução do partido para se juntarem ao novo partido Lar Judaico.

## Resultados eleitorais
| Data | Votos   | %         | +/-     | Deputados | +/-     | Status   | Notas                      |
| ---- | ------- | --------- | ------- | --------- | ------- | -------- | -------------------------- |
| 1955 | 77 936  | 9,1 (4.º) |         | 11 / 120  |         | Governo  | Frente Nacional Religiosa  |
| 1959 | 95 581  | 9,9 (3.º) | 0,8     | 12 / 120  | 1       | Oposição |                            |
| 1961 | 98 786  | 9,8 (4.º) | 0,1     | 12 / 120  | Estável | Governo  |                            |
| 1965 | 107 966 | 8,9 (3.º) | 0,9     | 11 / 120  | 1       | Governo  |                            |
| 1969 | 133 238 | 9,7 (3.º) | 0,8     | 12 / 120  | 1       | Governo  |                            |
| 1973 | 130 349 | 8,3 (3.º) | 1,4     | 10 / 120  | 2       | Governo  |                            |
| 1977 | 160 787 | 9,2 (4.º) | 0,9     | 12 / 120  | 2       | Governo  |                            |
| 1981 | 95 232  | 4,9 (3.º) | 4,3     | 6 / 120   | 6       | Governo  |                            |
| 1984 | 73 530  | 3,5 (4.º) | 1,4     | 4 / 120   | 2       | Governo  |                            |
| 1988 | 89 720  | 3,9 (6.º) | 0,4     | 5 / 120   | 1       | Governo  |                            |
| 1992 | 129 663 | 5,0 (5.º) | 1,1     | 6 / 120   | 1       | Oposição |                            |
| 1996 | 240 271 | 7,8 (4.º) | 2,8     | 9 / 120   | 3       | Governo  |                            |
| 1999 | 140 307 | 4,2 (8.º) | 3,6     | 5 / 120   | 4       | Governo  |                            |
| 2003 | 132 370 | 4,2 (7.º) | Estável | 6 / 120   | 1       | Governo  |                            |
| 2006 | N/D     | N/D       |         | 3 / 120   | 3       | Oposição | Aliança com União Nacional |